# Orophaca barriae
Orophaca barriae là một loài thực vật có hoa trong họ Đậu. Loài này được (Barneby) Isely mô tả khoa học đầu tiên.